# Dâw
Dâw es una etnia indígena de la Amazonia, de la cual sólo sobrevive la comunidad de Waruá, en la margen derecha del río Negro, municipio de São Gabriel da Cachoeira. Hablan una lengua de la familia macu.

## Caza y recolección
Tradicionalmente, los Dâw, son cazadores-recolectores, antes nómadas habitantes del interior de la selva, en las áreas de igarapés. Aunque actualmente están concentrados, siguen siendo frecuente sus desplazamientos en el interior de la Terra Indígena del Medio Río Negro I, en el interfluvio de los ríos Negro y Curicuriari.

## Clanes
La sociedad dâw está conformada por clans patrilineales exógamos. El matrimonio preferencial se realiza entre primos cruzados que pertenecen a diferentes clanes y el matrimonio entre primos paralelos está prohibido. En general, practicaban la endogamia étnica, pero el pequeño número que sobrevive les llevó a matrimonios interétnicos.

## Historia
Vivían inmemorialmente en los bosques cercanos al igarapé Wʔĩc, afluente del Weni y subafluente del río Mariê. Sin embargo, como en esa área, sufrían constantes ataques de los indios tɯmʔɛ, decidieron migrar a la región entre los ríos Curicuriari y Negro. Ahí comenzaron a trabajar para los indígenas sedentarios y a comerciar com ellos. Posteriormente, los Dâw también trabajaron recolectando bejuco yaré y chiquichiqui para patrones blancos que los explotaban como mano de obra barata. Posteriormente, decidieron concentrarse para obtener mejores condiciones económicas y garantizar la supervivencia étnica. Actualmente colectan productos de la selva para la venta y tienen como intermediarios a los misioneros. Tienen un programa de educación en su propia lengua y han conseguido mantenerla. Waruá está organizada en cuatro "barrios".